# Słustowo
Słustowo [swusˈtɔvɔ] es un pueblo ubicado en el distrito administrativo de Gmina Nasielsk, dentro del condado de Nowy Dwór Mazowiecki, Voivodato de Mazovia, en el este de Polonia central. Se encuentra aproximadamente a 6 kilómetros al noroeste de Nasielsk, a 23 kilómetros al norte de Nowy Dwór Mazowiecki, y a 50 kilómetros al norte de Varsovia.